# Robotic process automation
Robotic process automation, RPA, kallas även digital medarbetare och handlar om att automatisera (robotisera) vissa arbetsflöden, typiskt sådant som är repetitivt, utförs på grund av att något digitalt system är klart med sitt arbetsmoment, är regelstyrt utan en massa avvägningar eller undantag, matar andra digitala system. Är det något om dessutom är arbetsintensivt så är tidsvinsten desto större när det fungerar.
Begreppet började användas under senare halvan av 2010-talet då flera olika verktygsleverantörer och/eller leverantörer av arbetsflöden och arbetssätt började använda begreppet. 